# Avikams
Els avikams (o brignans) són els membres d'un grup ètnic kwa que viuen a la zona costanera del centre de Costa d'Ivori. El seu territori està situat a les regions de Grans Ponts i de Lôh-Djiboua, a l'entorn de Grand Lahou. La seva llengua materna és l'avikam. Hi ha entre 21.000 L'avikam és la llengua materna dels avikams. (1993) i 32.000 avikams. El seu codi ètnic és NAB59k i el seu ID del joshuaproject és 10499.

## Territori i pobles veïns
El territori avikam està situat a la zona costanera del departament de Grand Lahou i al cantó d'Avikam a la regió de Grans Ponts i a l'oest de la Llacuna Tagbo, al sud de la regió de Lôh-Djiboua.
Segons el mapa lingüístic de Costa d'Ivori de l'ethnologue, el territori avikam està separat en dues petites porcions de terreny a la costa de l'oceà Atlàntic, al centre-sud de Costa d'Ivori. Al nord, les dues limiten amb el territori dels yocoboué dides i la que està més a l'oest limita amb els godiés, que estan més a l'oest.

## Llengües
La llengua materna dels avikams és l'avikam. Aquests, a més, parlen el francès, que és la llengua oficial de Costa d'Ivori.

## Economia
L'agricultura és el sector econòmic principal dels avikams. La majoria practiquen són agricultors de subsistència. Alguns d'ells també treballen en cooperatives que cultiven oli de palma, coco, cassava o plàtans.

## Religió
El 90% dels avikams són cristians i el 10% restant creuen en religions africanes tradicionals. El 80% dels avikams cristians són catòlics, el 10% són protestants i el 10% restant pertanyen a esglésies independents.
Fa cent anys treballadors cristians europeus i africans van començar a cristianitzar els avikams, que encara continuen mantenint tradicions animistes que estan integrades en les seves cultures. Tot i ser cristians, utilitzen fetitxes per a foragitar el mals esperits.